# Meuse (megye)
A Meuse (IPA: [møz] megyét az alkotmányozó nemzetgyűlés 1790. március 4-ei határozata nyomán hozták létre a francia forradalom idején.

## Fekvése
Grand Est régióban (2015 végéig Lotaringia régióban) fekszik. Északon Luxembourg (Belgium), keleten a Meurthe-et-Moselle,  délen a Vosges és az Haute-Marne, nyugaton a Marne és az Ardennes megyék határolják.

## Települések
A megye legnagyobb városai 2011-ben:

| Település  | Népesség (fő, 2011) |
| ---------- | ------------------- |
| Verdun     | 18 513              |
| Bar-le-Duc | 15 895              |
| Commercy   | 6 340               |